# Aeromot
AEROMOT AERONAVES E MOTORES S.A est un groupe industriel brésilien qui commercialise des produits aéronautiques. Il a été le responsable pour le système aéronautique de la Coupe du Monde 2014 et des Jeux Olympiques à Rio en 2016
- Aeromot Aeronaves e Motores a été fondée en 1967 pour commercialiser, entretenir ou réviser des avions de tourisme et leurs moteurs.
- Aeromot Industria Mecänico-Metalurgica Ltda est la branche industrielle du groupe. Elle produit des sièges d’avion qui sont montés sur les avions Embraer et de nombreux modèles Boeing, des drones et des cibles remorquées pour l’entrainement au tir d’artillerie.

Aeromot a acheté l’outillage et les droits de production du motoplaneur Fournier RF-10. La production du AMT-100 Ximango, version améliorée du RF-10, a débuté en 1986. Depuis cet appareil a donné naissance à plusieurs dérivés par exemple le AMT 600 Guri en 2003.